# Долни Богров
Долни Богров е село в Западна България. То е включено в район Кремиковци на Столична община, област София.

## География
Долни Богров се намира в източната част на Софийското поле, на 15 km североизточно от столицата София. Намира се в област София-град, община Столична, Район Кремиковци. През селото преминава основен път Е-79 за Ботевград и Задбалканският път за Бургас. От източната част на селото протича река Лесновска, а покрай реката има красива борова гора. От запад са множество водоеми и платен рибарник. На юг, в посока село Кривина има горещ минерален извор известен, като „Жежката вода“.
Също така близо до Долни Богров преминава и газопроводният пръстен на България.
Селото вече се слави с последния светофар на излизане от София. Светофарът е сложен след поредица протести на хора от селото, които живеят от другата страна на пътя Е79 и трябва да пътуват 8 км, за да влязат в селото с кола.

## История
За първи път селището се споменава в турски документи през 1452. Тогава е свързано с отделената махала, наречени са „Големо и Мало Богрова“. През 1577 са споменати като „Горно и Долно Богрова“. 1762 са записани имената, които селата ползват и до днес – Горни и Долни Богров.
Селото се образува около пътищата Ботевградско Шосе и Пирдоп-Златица, на мястото на днешен Горни Богров. Доказателство за тамошното заселване са старите Горнобогровски гробища, които съществуват и днес.
По някое време преди 1452 се образува и разраства отделна махала на селото, която се отделя като „Мало Богрова“. С времето селото достига размера на Горни Богров, а по-късно го изпреварва по население и търговско развитие.
Село Долни Богров е исторически известно със своя животински пазар. Поради близостта си до Ботевградско Шосе и пътя от Пирдоп до Златица, селото развива търговска важност, вероятно за това се отделя от Горни Богров като собствено село и се разраства. И до днес съществува пазара в Долни Богров, но не е ограничен само до животновъдска търговия.

## Транспорт
Селото се обслужва от две автобусни линии на столичния Център за градска мобилност: 90 и 12.
Автобус 90 спира само в началото на селото (Ботевградско шосе) и го свързва с автостанция „Изток“ и метростанция „Хаджи Димитър“ в столицата, както и с град Бухово в обратната посока.
Автобус 12 се движи през цялото село, до най-южната му част, като го свързва само до автостанция „Изток“.
Когато завърши строителството на третия участък на линия М3 на софийкото метро, двете автобусни линии ще правят връзка с метростанция „Тракия“.

## Културни и природни забележителности
Иконостасът на храма „Свети Теодор Стратилат“ е дело на дебърски майстори от рода Филипови. В Долни Богров за паметници на културата са обявени гробищната черква „Архангел Михаил“ и черквата „Свети Теодор Стратилат“.

## Редовни събития
Долни Богров има празник в деня на славянската писменост и култура – 24 май, и на този ден има събор. 
Традициите се пазят благодарение на будни жители и в читалището „Св. св. Кирил и Методий“ всяка година се организират групи на коледари и лазарки. 
Понякога, в началото на годината, се провеждат и кукерски игри, известни като „Джамал“.
Всяка неделя се провежда пазар.

## Личности
Починали в Долни Богров
- Дичо Петров (1919 – 1944), български партизанин

## Други
В селото през 80-те години на 20 век е сниман филма „Опасен чар“. През 1979 година Рангел Вълчанов създава „Лачените обувки на незнайния войн“, като събира обикновени хора от Долни Богров, за доста от ролите. Дядо Добри/Иван Стоичков/, Траяна Стоичкова и много други.
На 6 август 2005 година река Лесновска прелива и селото претърпява голямо наводнение. Щетите са огромни. Причина за наводняването е загубване на контрол над отводняването на язовир Огняново. След проливни дъждове нивата на язовира се вдигат. За да не прелее се отварят язовирните врати за да се снижи нивото. Поради неподдръжка – ръждясване, язовирните врати не могат да бъдат затворени и целия обем на язовир Огняново се излива в река Лесновска. Следва наводнението на селата около реката, като най-тежко засегнато е село Долни Богров, защото е разположено особено ниско спрямо реката. Нивото на водата достига втори етаж на къщите, населението е евакуирано, а щетите се разчистват с години. Водата повлича боклуци от близкото сметище към домовете на хората. Държавното обезщетение е 1 хладилник на домакинство. Има и много последстващи по-малки наводнения. Впоследствие се повдигат дигите на реката и околността се обезлесява. Тези промени не водят до особено подобрение на ситуацията – неподдръжка от страна на столична община води до повторно прорастване на речното корито. От 2005 до днес хората от село Долни Богров са често застрашени от наводнения. Дъждовете през юни 2023 довеждат до повдигане на нивата на реката. Ситуацията е влошена от огромното количество природен отпадък (Дървета, клони, тиня) в реката. Движението по автомагистрала „Хемус“ е затворено, а селото отново е до ръба на наводнение. Хора от селото сами разчистват реката със собствена техника. Следва снижение на речните нива.